# ʿAbd ar-Rahmān as-Saʿdī
Dieser Artikel wurde in der Qualitätssicherung Religion eingetragen. Hilf mit, die inhaltlichen Mängel dieses Artikels zu beseitigen, und beteilige dich an der Diskussion.
ʿAbd ar-Rahmān ibn Nāsir ibn ʿAbdallāh as-Saʿdī (arabisch عبد الرحمن بن ناصر بن عبد الله السعدي, DMG ʿAbd ar-Raḥmān b. Nāṣir b. ʿAbdallāh as-Saʿdī; geboren 1889 in Unaiza, Provinz al-Qasim, Saudi-Arabien; gestorben 1956) war ein arabischer Wissenschaftler, islamischer Lehrer und Autor in Unaiza. Er wird manchmal auch Ibn as-Saʿdī genannt. Er verfasste mehr als 40 Bücher in verschiedenen Bereichen, darunter Koranexegese (Tafsīr), Fiqh und ʿAqīda. As-Saʿdī war eine einflussreiche Figur auf dem Gebiet von Tafsīr. Er war Imam und Chatīb der größten Freitagsmoschee und zugleich Direktor der Religionsschule al-Maʿhad al-ʿIlmī in Unaiza.

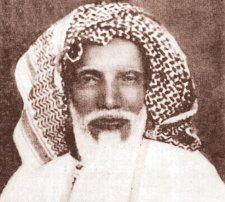
ʿAbd ar-Rahmān ibn Nāsir as-Saʿdī

## Frühe Jahre
ʿAbd ar-Rahmān as-Saʿdī wurde im Jahre 1889 in der saudi-arabischen Stadt Unaiza geboren. Sein Vater, Nāsir as-Saʿdī, war Imam und Prediger in einer Moschee in Unaiza. Seine Mutter, Fātimah bint ʿAbdallāh al-ʿUthaimīn, starb, als er vier, und sein Vater, als er sieben Jahre alt war. Er wurde zunächst von der zweiten Frau seines Vaters betreut und später in die Vormundschaft seines ältesten Bruders Hammād ibn Nāsir as-Saʿdī überführt.

## Leben
As-Saʿdī begann im Alter von 23 Jahren offiziell mit dem Unterrichten. Im Jahre 1935 vollendete er seinen 8-bändigen kompletten Tafsīr des Koran mit dem Titel Taysir al-Karim ar-Rahman.
1941 gründete as-Saʿdī eine öffentliche Bibliothek in Unaiza mit der Unterstützung des Gouverneurs. Diese Bibliothek wurde als Erweiterung der Freitagsmoschee der Stadt erbaut und war die erste öffentliche Bibliothek in der gesamten Najd-Region Saudi-Arabiens.
In denselben Jahren wurde as-Saʿdī als Qādī von Unaiza vorgeschlagen, aber er lehnte dies ab. Im Ramadan 1942 wurde er zum primären Imām und Chatīb für die größte Freitagsmoschee der Stadt ernannt, eine Rolle, die er bis zu seinem Tod 1956 behielt.
Im Jahr 1953 wurde as-Saʿdī zum Bildungsdirektor der religiösen Ausbildungsschule al-Maʿhad al-ʿIlmī in Unaiza ernannt, aber obwohl ihm ein Gehalt von 1000 Riyal pro Monat für diese Position angeboten wurde, eine für die damalige Zeit erhebliche Summe, schrieb as-Saʿdī an den Direktor des Zentrums, dass er die Position annehme, ohne dass eine Zahlung erforderlich sei.

## Schriften
Madschmu' ibn Saʿdî fî at-tafsîr wa ulum al-qur'ân. Kairo: Dar al-istiqama 2013. (Drei Bände.)
Tafsîr al-karîm ar-rahmân fî tafsîr kalamul-mannan. Kairo: Dar-arbed ar-rahman 2015. 
Al-Qawa'îd al-Hissan al-muta'alika at-tafsîr al-qur'ân. Riad: Dar al-dschauzi 2017. (Fünfte Auflage.)